# Дагда (город)
Да́гда (латыш. Dagdaо файле, ранее Дагетен, нем. Dageten, Dagden) — город (с 1992 года) на юго-востоке Латвии, находится в историческом регионе Латгалия. В 2009—2021 годах — административный центр Дагдского края.

## Географическое положение
Дагда расположена около одноимённого озера, в 36 км северо-восточнее Краславы, в 267 км от Риги, вблизи границы с Беларусью.

## История
Дагетен как родовое поместье основал в XVII веке Ян Францис фон Гильзен — канцлер Курляндского герцогства. Он организовал здесь первую католическую общину и построил деревянный храм. С этого времени началась письменная история поселения.
Последний местный представитель рода Гильзенов — Ежи — умер в 1788 году. Его вдова продала поместье Буйницким. Самый известный из них — писатель и публицист Казимир Буйницкий — внёс значительный вклад в культуру края и был одним из инициаторов отмены крепостного права в Латгалии.
В начале XIX века в Дагетенском поместье созданы уникальная библиотека, архив, коллекция художественных работ и археологических находок, накопленных Гильзенами и Буйницкими. Всё это погибло в ходе Польского восстания 1863—1864 годов, когда поместье было сожжено. Сохранился только парк с вырытыми в нём каналами.
По данным переписи 1897 года в местечке Дагда Витебской губернии проживало 1516 человек, в том числе лиц иудейского вероисповедания — 1026 чел., римско-католического — 377 чел.
В 1925 году Дагде присвоили статус густонаселённого места (села). В 1935 году 53 % населения Дагды составляли евреи.
В 1941 году, во время германской оккупации, местных евреев отправили в гетто в Даугавпилсе и позднее расстреляли в окрестностях этого города. При отступлении немецких войск Дагда была сожжена почти полностью, осталось лишь небольшое количество каменных строений. Во второй половине 1940-х годов и в 1950-х годах здесь велось массовое строительство зданий жилого, социального и сельскохозяйственного назначения.
В 1950 году Дагда стала посёлком городского типа, с 1992 года является городом. До 1947 года она входила в состав Даугавпилсского уезда, затем находилась в составе Краславского уезда. После ликвидации уездов, с 1950 по 1962 год, являлась центром Дагдского района. В 1962 году, в связи с укрупнением районов, Дагда вошла в состав Краславского района, была центром Дагдского сельсовета.
В советское время здесь располагалась центральная усадьба колхоза «Бривиба».
В 2009 году стала центром новообразованного Дагдского края.
В 2021 году в результате новой административно-территориальной реформы Дагдский край был упразднён, и Дагда вошла в состав Краславского края.
В Дагде прошло детство будущего философа Николая Лосского, который жил здесь в 1872—1881 годах. Здесь также родился Г. И. Ханин — советский и российский экономист.

## Транспорт

### Автодороги
К городу подходят региональные автодороги P55 Резекне — Дагда, P60 Дагда — Аглона и P61 Краслава — Дагда.

### Междугородное автобусное сообщение
Основные маршруты: Дагда — Краслава — Даугавпилс; Дагда — Аглона; Дагда — Резекне; Дагда — Рига.

## Города-побратимы
- Дубровно, Беларусь.